# Cmentarz w Żelechowej (ul. Obotrycka)
Cmentarz w Żelechowej – cmentarz ewangelicki, który znajdował się w Szczecinie-Żelechowej przy ulicy Obotryckiej. Zlikwidowany w latach 60. XX wieku.

## Historia
Cmentarz powstał ok. 1860 dla parafii św. Mateusza (Matthäuskirche). Wraz z wytyczeniem nowej drogi (Schulze-Delitzsch-Weg, późniejsza ulica Oliwkowa) zmniejszono teren nekropolii, co w ciągu kilku lat doprowadziło do zapełnienia cmentarza i ok. 1905 zaprzestano na nim nowych pochówków.
W związku ze zmianą struktury narodowościowej mieszkańców w miejscowości, która nastąpiła po 1945, nekropolia została zaniedbana. Stan taki trwał do końca lat 60. XX wieku, kiedy to decyzją władz usunięto nagrobki, teren zniwelowano pozostawiając starodrzew i bez przekomponowania zieleni przekształcono w park. 26 maja 2018 park otrzymał nazwę Orderu Uśmiechu.